# فعل
الفعل كلمة تدل على حدث مقترن بزمن. فأقسامه ثلاثة فعل ماضٍ، فعل مضارع، فعل أمر. فإذا قلنا: فهِمَ الطالبُ. سافرَ الرَّحالة. رجعَ الغائب. فإنَّ كل كلمةٍ من الكلمات: "فهِمَ"، "سافَرَ"، "رجَعَ"، تدلُّ بذاتها دونَ حاجةٍ لكلمةٍ أخرى، على أمرين أولهما: المعنى العقلي الذي توحي به الكلمة، وهوَ: الفهم، أو السفر، أو الرجوع، وهذا يُسمّى الحدث، وثانيهما: الزمنُ الذي حصلَ فيه ذلك الحدث، وهنا فإنَّ الحدث قد انتهى قبل النطق بتلك الكلمة، فهو إذن زمنٌ قد فاتَ، وانقضى قبلَ الإخبار عنه.
فإذا بدلنا صيغة تلك الكلمات، وقلنا: "يفهمُ"، "يُسافرُ"، "يرجِعُ"، فإنَّ الدلالةَ تكون على ذاتِ الأمرينِ معاً، غيرَ أنَّ الزمن لم يفت ولم ينقضِ، وإنّما هوَ زمنٌ يحتملُ حصول الحدث الآنَ أثناء الإخبار عنه، أو الاستقبال، أي حصول الحدث بعد الإخبار عنه في الحاضر.
فإذا بدلنا الصيغة مرة أخرى، فقلنا: "اِفهَمْ"، "سافِرْ"، "اِرجِعْ"، دلَّت الكلمات على ذات الأمرينِ أيضاً، الحدث والزمن، لكن الزمن هنا هو المستقبلُ فقط، إذ لا يمكن أن يتحقق الطلبُ إلا بعد انتهاءِ الطلب.

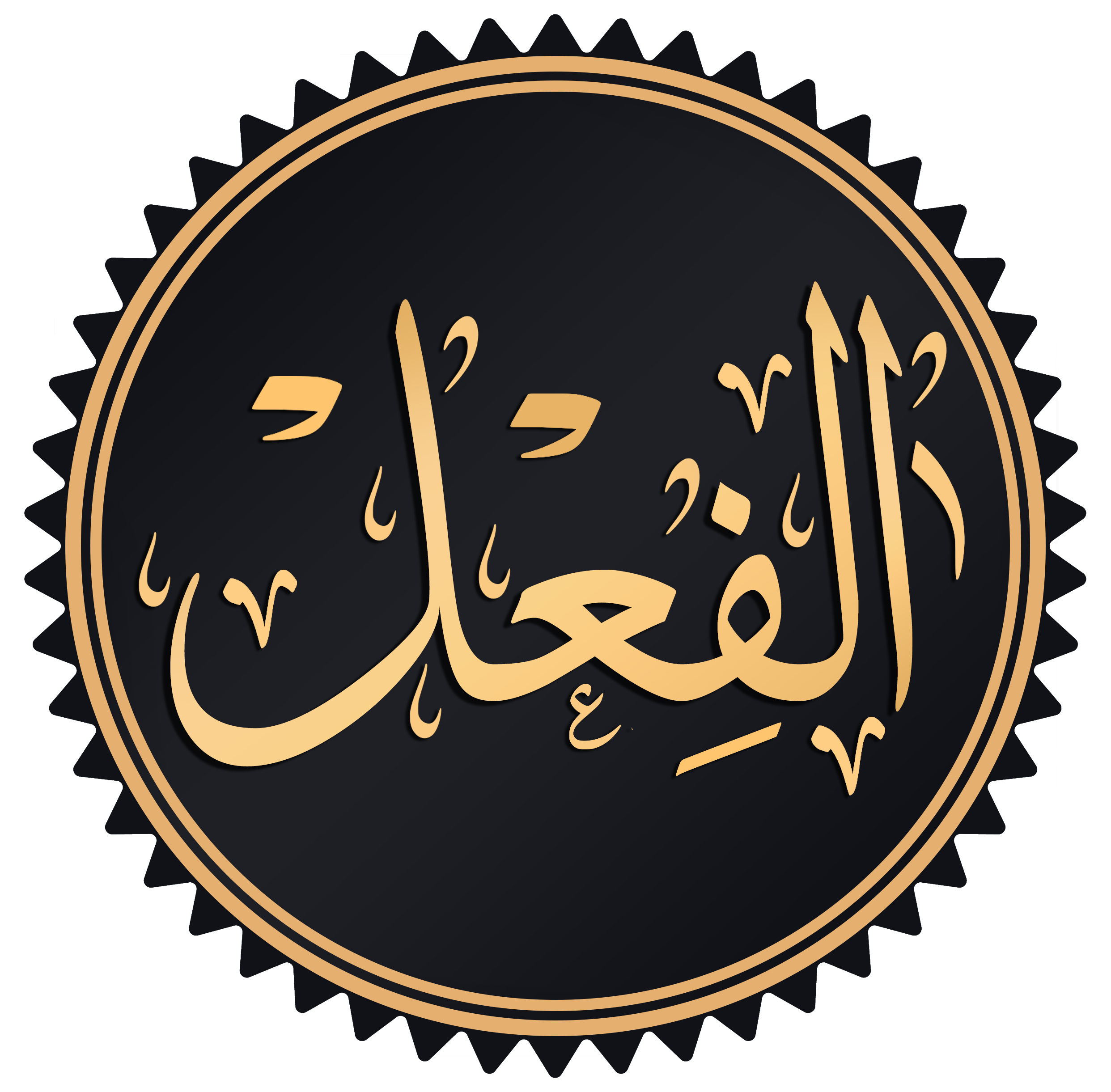
الفعل (مخطوطة)

## تعريف الفعل
الفعل في اللغة: الحدث.
وقد عرَّف سيبويه الفعل في كتابه الكتاب فقال: «وأما الفعل فأمثلةٌ أخذت من لفظ أحداث الأسماء، وبُنيت لما مضى، وما يكونُ ولم يقع، وما هوَ كائنٌ لا ينقطع».
يقول محمود محمد شاكر معلقا على تعريفِ سيبويه: لا نعلم أحداً أتى في معنى هذا الكلامِ بما يوازيه أو يدانيه، ولا يقع في الوهم أيضاً أن ذلك يُستطاع. ألا ترى أنه إنما جاء في معناه قولهم: «والفعل ينقسم بأقسام الزمان، ماض وحاضر ومستقبل»، وليس يخفى ضعف هذا في جنبه وقصوره عنه.
وتبيان ذلك ما يلي، فسيبويه حينَ حدَّ الفعل في أول كتابه، لم يُرِد أمثلته التي هي عندنا: فعل ماضٍ نحو «ذهبَ»، ومضارعٌ نحوَ «يذهب»، وأمرٌ نحوَ «اذهب»، بل أرادَ بيان الأزمنة التي تقترنُ بهذه الأمثلة، كيف هي في لسان العرب، فجعلها ثلاثة أزمنة:

### زمن الماضي
الزمن الأول: هوَ المقترنُ بالفعلِ الماضي الذي يدلُّ على فعلٍ وقعَ قبل زمن الإخبار به، كقولك: «ذهبَ الرجل»، ولكن يخرجُ منه الفعل الذي هو على مثال الماضي أيضاً، لكنه لا يدل على وقوع الحدث في الماضي، نحو قولك في الدعاء: «غفر الله لك»، فإنه يدخل في الزمن الثاني، كما سيتبين

### الثاني
الزمن الثاني: هو الذي عبَّر عنه سيبويه بقوله بعد ذلك: «وما يكون ولم يقع»، وذلك حين تقول آمراً: «اخرج»، فهو مقترن بزمنٍ مُبهم مطلقٍ معلقٍ لا يدل على حاضرٍ ولا مستقبل، لأنه لم يقع بعد خروج، ولكنه كائن عند نفاذ الخروج من المأمور به. ومثله النهي حينَ تقول ناهياً: «لا تخرج»، فهو أيضاً في زمن مبهم مطلق معلق، وإن كان على مثال الفعل المضارع، فقد سُلبَ الدلالةَ على الحاضر والمستقبل لأنه لم يقع، لكنه كائن بامتناع الذي نُهي عن الخروج. ومثله أيضاً في الفعل المضارع في قولنا: «قاتلُ النفس يُقتل، والزاني المحصن يُرجم، ويغفرُ الله للتائب» فهذه أمثلة مضارعة، لكنها لا تدل على حاضرٍ ولا مستقبل، وإنما هي أخبار عن أحكامٍ لم تقع وقت الإخبار بها، فهي أيضاً في زمن مبهم مطلق معلق، وهي كائنة عند حدوث القتل، أو الزنا، أو التوبة.
ويدخل في هذا الزمن أيضاً نحو قولنا في الدعاء: «غفر الله لك، أو رحمَ الله امرءً عرف قدر نفسه» فرغم أنه على مثالِ الماضي، إلا أننا لا نريد الإخبار عن غفرانٍ مضى من الله سبحانه، أو رحمةٍ سبقت منه، ولكن نريدُ غفراناً من الله يكون، ورحمةً تحصلُ فيما بعد، فالغفران والرحمة لم يقعا إذن، لكننا نرجو بالدعاءِ أن يقع ذلك.

### الثالث
الزمن الثالث: هو الذي عبر عنه سيبويه بقوله: "وما هو كائنٌ لا ينقطع"، فإنه خبرٌ عن حدثٍ كائنٍ حينَ تخبر به، كقولك: "محمد يضربُ ولده"، فإنه خبر عن ضربٍ كائن حين أخبرت في الحال ولم ينقطع الضرب بعد مُضي الحال إلى الاستقبال، ويلحق بهذا الزمن الثالث أيضاً مثال الفعل الماضي: " استدارت الأرض، أو كنا سنغرق لكن رحمنا الله. فهو خبر عن استدارةٍ كانت، ولا زالت، ولن تبرح بعد مضي الحال. وخبر عن رحمةٍ كانت، ولا زالت، ولن تنتهي فيما يلحق من زمن، لأنها من صفات الله عز وجل.
وهكذا نكتشفُ أن تعريف سيبويه اشتمل على الزمن الذي أهملته بقية التعريفات لسائر النحاة، وهو الزمن المبهم المطلق المعلق الذي دلت عليه عبارة سيبويه بصياغتها الذكية والدقيقة.
وتجدر الإشارة إلى أنه توجد في اللغة العربية أنواع وتقسيمات أخرى للفعل، وفقاً لدلالةِ المعنى دون الزمن، كأفعال المقاربة مثل«كادَ، أوشك»، وأفعال الشروع مثل«شرَعَ، أنشأ، طفقَ، أخذَ»، وأفعال الرجاء مثل: «عسى، حَرَى، اخلولَقَ». وهناكَ الأفعال الناقصة مثل «كان» وأخواتها.

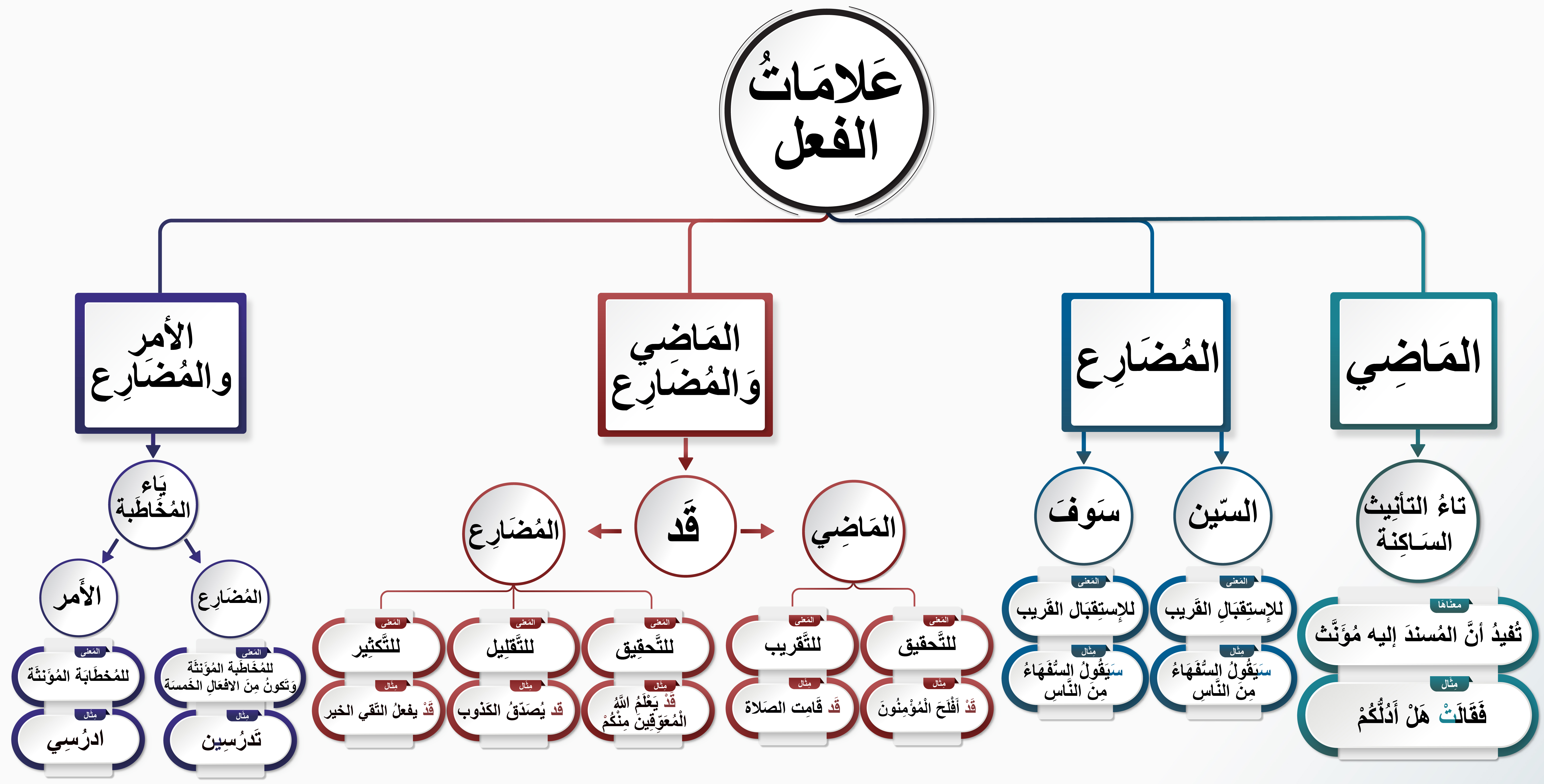
علامات الفعل (بشكل عام)

## علامات الفعل
- دلالته على حدث وقع في زمن معين.[كتاب النحو الواضح لعلي الجارم 1]

## علامات الفعل الماضي
- قد / لقد
- تاء الفاعل المتحركة
- تاء التأنيث الساكنة

## علامات الفعل المضارع
- السين
- سوف
- لم
- لام التوكيد
- ما النافية

## علامات الفعل الأمر
- نون التوكيد
- ياء المخاطبة[2]